# Едоардо Анели (1954 – 2000)
Вижте пояснителната страница за други личности с името Едоардо Анели.
Едоардо Анели (на италиански: Edoardo Agnelli) е почетен президент на Фиат.

## Биография
Роден е на 9 юни 1954 г. в Ню Йорк като първото дете на предприемача Джани Анели – президент на Фиат и на съпругата му Марела Карачоло ди Кастането, аристократка. Носи името на дядо си по бащина линия – предприемачът Едоардо Анели. Завършва класическата гимназия „Масимо д'Адзельо“ в Торино, в която е учил и баща му. После следва в Колеж „Атлантик“ в Обединеното кралство и в Принстънския университет в САЩ, където получава диплома по история с акцент богословие.
Определен от баща си за наследник на върха на семейната компания Фиат, Едоардо има слаб интерес към света на бизнеса и отделя повече внимание на философски и духовни теми. На 22-годишна възраст спори в пресата срещу италианската астрономка Маргерита Хак, защитавайки ценностите на астрологията. Прави пътувания до Индия, където се среща с учителя Сатия Сай Баба, а по-късно отива в Техеран, сближавайки се с шиитския ислям. Впоследствие се връща няколко пъти в Иран, както и в Кения. На 20 август 1990 г. е арестуван в Малинди, след като у него е открит хероин, но по-късно е оправдан от местните власти. През есента е оправдан и по обвинения за търговия с наркотици: позицията му на заподозрян произтича от разследване на група за наркотици в "Roma Bene" след смъртта от свръхдоза хероин на 6 юни 1988 г. на Раниери Ферара Сантамария, син на известен римски адвокат и приятел на самия Едоардо. След показанията, дадени от тези хора (които дори включват признание за зависимостта им от наркотици) пред съдия-следователя Стефано Мескини и потвърждението на телефонните подслушвания на някои разговори между обвиняемия и жертвата, тридесет души са изпратени на съд; сред тях са имената на някои наркодилъри, както и на няколко членове на шоу бизнеса и на римския хайлайф.
В редките интервюта, които дава на пресата, Едоардо заявява, че иска да се дистанцира от ценностите на капитализма и твърди, че иска да се посвети на задълбочаване на богословските му познания.
В периода преди смъртта си 46-годишният мъж живее сам във вила в местността Ревиляско в района на Торино. Сутринта на 15 ноември 2000 г. безжизненото му тяло е намерено паднало в основата на 35-ия пилон на виадукта на магистралата „Генерал Франко Романо" Торино-Савона, близо до Фосано. Колата му Фиат Крома е открита паркирана с все още работещ двигател и открехнат багажник отстрани на пътното платно на виадукта, който пресича река Стура ди Демонте. Съдебните органи скоро приключват разследването, като формулират хипотезата за самоубийство. Според други обаче, Едоардо не би се самоубил, а според трети той е бил убит. Погребан е в монументалната семейна гробница с изглед към гробището на Вилар Пероза, до братовчед си Джовани Алберто Анели и чичовците си Умберто и Джорджо и пред родителите му Джани Анели и Марела Карачоло ди Кастането.
През 2001 г. иранската телевизия излъчва документален филм за смъртта му. Изображенията показват мястото на смъртта, недостойната Фиат и интервю с мюсюлмански свещеник, удостоверил приемането на шиитския ислям от Едоардо. Тезата на документалния филм, излъчен от „Фарс“ – пресагенция, близка до тогавашния президент на Ислямска република Иран Махмуд Ахмадинеджад, е тази за убийство. Съобщава се, че Едоардо е бил елиминиран по заповед на неизвестни лица, за да се предотврати попадането на империята „Фиат“ в ръцете на покръстен мюсюлманин. В италианското посолство в Иран студенти организират протест срещу предполагаемата атака, при която е убит Едоардо, чието изображение е изложено на видно място в Музея на мъчениците на исляма, в секцията, посветена на чужденците. Въпреки това няма доказателство за предполагаемия заговор, въпреки че има новини за пътуванията на Едоардо до Иран и за интелектуалната му страст към ислямската религия. Хипотезата за конспирацията става тема на дебати и книги. През 2008 г. излиза книгата на италианския журналист Джузепе Пупо „Ottanta metri di mistero“ („Осемдесет метра мистерия“), в която са изброени всички неясни елементи от смъртта на Едоардо: от скоростта, с която са стигнали до заключението за самоубийство без съдебно-медицинска експертиза, до състоянието на тялото, което, въпреки че е паднало от 80 метра, е с вързани тиранти и мокасини. След като посочва, че човек, който се опитва да се самоубие, като се хвърли от парапет (Едоардо по това време ходи трудно с бастун и е затлъстял), би привлякъл вниманието на шофьорите на натоварения виадукт, Пупо поставя историята в неясен контекст. Най-малко три различни източника му потвърждават, че преди да умре, Едоардо е отказал да подпише прехвърлянето на правата на Фиат в замяна на значителна сума пари.